# Hasbro
Hasbro (абревіатура оригінальної назви Hassenfeld Brothers) — американська багатонаціональна холдингова компанія зі штаб-квартирою в Потакеті, Род-Айленд, США. Hasbro володіє торговими марками та продукцією компаній Kenner, Milton Bradley, Parker Brothers, Wizards of the Coast та ін. Станом на серпень 2020 року понад 81,5% акцій холдингу належали великим фінансовим інститутам.
Серед найбільш впізнаваної продукції компанії: Трансформери, G.I. Joe, Могутні рейнджери, Rom the Space Knight, Micronauts, Бейблейд, Zoids, M.A.S.K., Монополія, Hamtaro, Furby, Nerf, «магічні» дошки Віджа, Play-Doh, Твістер і My Little Pony, також після придбання компанії Entertainment One у 2019 році до цього списку долучились франшизи Свинка Пеппа та PJ Masks. Hasbro також створили спеціальні телешоу для просування своїх брендів, наприклад Family Game Night на кабельному телеканалі Discovery Family, що раніше належав розважальної компанії Entertainment One. У 2023 році Hasbro продали eOne компанії Lionsgate, але залишили за собою сімейні бренди eOne та акційну частку Astley Baker Davies, переформувавши їх у нову дочірню компанію під назвою Hasbro Entertainment.

## Історія

### Hassenfeld Brothers (1923—1967)
Троє польських євреїв, брати Герман, Гілель і Генрі Гассенфельди, заснували текстильну компанію Hassenfeld Brothers у Провіденсі, Род-Айленд наприкінці 1923 року. Протягом наступних двох десятиліть компанія розширила виробництво, почавши випуск коробок для олівців і шкільного приладдя. 8 січня 1926 року було зареєстровано компанію Hassenfeld Brothers, тоді Гілель пішов у інший текстильний бізнес, а Генрі взяв на себе керівництво корпорацією.
Компанія Hassenfeld Brothers спочатку виробляла пластилін, а потім набори лікаря і медсестри як свої перші іграшки, і до 1942 року вони стали переважно іграшковою компанією. Гілель помер у 1943 році, і Генрі Гассенфельд став генеральним директором, а його син Ентоні Меріл зайняв крісло президента. Компанія увійшла в пластмасову галузь під час Другої світової війни. Брати Гассенфельд, бувши іммігрантами з Улянова, допомагали рятувати та працевлаштовувати співвітчизників-євреїв з Улянова протягом воєнних років. Яків Клаппер, уродженець Улянова переживший Голокост, згадував, що по приїзді до Сполучених Штатів йому сказали, що Hassenfeld Brothers наймають всіх вцілілих з Улянова, без питань. Першою популярною іграшкою компанії став Містер Картопля, права на яку компанія придбала у Джорджа Лернера у 1952 році. З 1954 року компанія стала великим ліцензіаром Disney.
У 1960 році помер Генрі, і Меріл взяв на себе керівництво батьківською компанією, а його старший брат Гарольд керував бізнесом з виготовлення олівців у компанії Empire Pencil. У 1961 році Hassenfeld Brothers відкрили філіал в Канаді. У 1963 році компанія випустила продукт під назвою «флюбер», але повідомлення про болі у горлі та висипання від нього спричинили розслідування від Управління по харчових та медичних засобах США, після чого продукцію зняли з продажу. У 1963 році до компанії звернулися із пропозицією розробити іграшку на основі популярного тоді серіалу The Lieutenant, якій вони відмовили, не захотівши прив'язувати свою роботу до короткочасного серіалу. Замість цього, у 1964 році компанія випустила іграшку G.I. Joe, завдяки якій вперше з'явився термін «екшн-фігурка», яку компанія позиціонувала як «іграшки для хлопчиків, які не хочуть грати з ляльками». У 1964 і 1965 роках продажі G.I. Joe склали дві третини загальних продажів компанії Hassenfeld Brothers.

### Hasbro Industries (1968—1984)
Компанія раніше продавала свою продукцію під торговою маркою Hasbro, але 12 липня 1968 року змінила свою назву на Hasbro Industries, розпродавши невелику акційну частку громадськості. У 1969 році непопулярна війна у В'єтнамі була на піку, тому корпорація перепрофілювала свою найпопулярнішу іграшку G.I. Joe, зробивши його менш мілітаристичним і більш орієнтованим на пригоди. Також у 1969 році Hasbro придбали компанію Burt Claster Enterprises, якій належало дитяче телешоу Romper Room, запустивши нову однойменну лінійку іграшок. Це починання врешті принесло компанії $1 млн збитками, через страйк профспілки, що тривав місяць, та одночасні проблеми з постачальниками.
У 1970 році Hasbro відкрили мережу дитячих садків «Romper Room», щоб скористатися планом Річарда Ніксона по допомозі сім'ям з працюючими батьками, який надавав субсидії на денний догляд за дітьми для працюючих матерів. До 1975 року компанія припинила діяльність цієї мережі дитячих садків. Hasbro також увійшли у сферу кухонного приладдя, випустивши лінійку посуду засновану на відомому телевізійному кулінарному шоу.
Дві іграшки 1970-х стали катастрофами з точки зору репутації. Одна з іграшок називалася Javelin Darts та мала деякі схожості зі стародавніми римськими плюмбата. 19 грудня 1988 року Комісія США з безпеки споживчих товарів заборонила їх продаж, оскільки летючі дротики із гострим металевим вістрям від кількох виробників призвели до травм з летальними наслідками. Інша іграшка називалася The Hypo-Squirt — водяний пістолет у формі голки для підшкірних ін’єкцій, названий пресою «набором для починаючих наркоманів». Обидва вироби були відкликані.
У 1974 році Меріл Гассенфельд став головним виконавчим директором, а його син Стівен Д. Гассенфельд — президентом. Компанія знову почала приносити прибуток, але мала суперечливі результати через проблеми з грошовим потоком. Hasbro також зупинили виробництво лінійки G.I. Joe в 1975 році через зростання цін на пластик та сиру нафту. У 1977 році збитки Hasbro склали $2,5 млн і компанія накопичила значний борг. Того ж року Hasbro придбали ліцензію на випуск лінійки іграшок по персонажам мультсеріалу Peanuts. Через незадовільну фінансову ситуацію, банкіри Hasbro змусили компанію тимчасово припинити виплати дивідендів на початку 1979 року. Збитки підрозділу іграшок посилили обурення Гарольда Гассенфельда щодо поводження корпорації зі своєю  дочірньою компанією Empire Pencil, оскільки Empire отримувала нижчий рівень капітальних витрат порівняно з прибутком, ніж підрозділ іграшок.
Після смерті Меріла в 1979 році Гарольд не визнав повноважень Стівена як наступника на посаді голови та генерального директора. Таким чином у 1980 році Hasbro відокремилися від Empire Pencil, яка на той час вже була найбільшим виробником олівців в країні, а Гарольд обміняв свої акції Hasbro на акції Empire. Потім Стівен став генеральним директором і головою правління. Між 1978 і 1981 роками Стівен скоротив лінійку продукції Hasbro на третину, а нові продукти — наполовину, зосередившись на простих, недорогих іграшках із довшим життєвим циклом. Таким чином Hasbro залишилися осторонь галузі електронних ігор.
У 1982 році Hasbro відродили свою лінійку G.I. Joe за сприяння Marvel Comics, представивши їх як спецпідрозділ антитерористів, заснований на актуальних подіях. Компанія запустила успішну лінійку іграшок по франшизі Трансформери разом з дитячим анімаційним телесеріалом два роки потому. Завдяки популярності іграшок та телесеріалу, Стівен Гассенфельд позував з іграшками для обкладинки журналу People.
У 1982 році компанія Hasbro створили успішну іграшкову франшизу My Little Pony. У 1983 році вони також придбали GLENCO Infant Items, виробника товарів для немовлят і найбільшого у світі виробника нагрудників, а також Knickerbocker Toy Company, дочірню компанію Warner Communications, що переживала фінансові труднощі. У 1984 році Алан Г. Гассенфельд став президентом, змінивши на цій посаді свого брата Стівена, який продовжував обіймати посади головного виконавчого директора та голови ради директорів. Того ж року компанія стала шостим за обсягом продажів виробником іграшок, а потім придбала компанію Milton Bradley, яка на той час посідала п'яте місце за обсягом продажів виробником іграшок у країні. Це привело The Game of Life, Твістер, Easy Money і Playskool до каталогу продукції Hasbro, а 10 вересня перетворило Hasbro на Hasbro Bradley. Стівен Гассенфельд став президентом і генеральним директором об'єднаної компанії, а керівник Milton Bradley Джеймс Ши зайняв посаду голови. Однак керівники посварилися, і через кілька місяців Ши пішов, а Стівен і Алан повернулися на свої попередні посади.

### Hasbro (1985—теперішній час)

#### 1985—2007
6 червня 1985 року компанія знову змінила назву на Hasbro, Inc. У середині 1980-х Hasbro обійшли Mattel і посіли місце найбільшої у світі компанії з виробництва іграшок, ненадовго випередивши продажі Mattel у сегменті модних ляльок. У 1986 році компанія випустила Джем — ляльку-музичну продюсерку, що спочатку показала високі результати продажів, але незабаром її популярність різко впала. Джем була знята з ринку в 1987, а вже наступного року Hasbro представили Максі — ляльку-підлітка і починаючу журналістку розміром з Барбі, так що одяг та аксесуари Барбі підходили до обох. Максі залишалася на ринку до 1990 року.
За ініціативою Алана наприкінці 1980-х років, Hasbro вирішили збільшити міжнародні продажі, експортуючи іграшки, які не мали успіху на ринку США, та продаючи їх за ціною, що в чотири рази перевищувала оригінальну. Це збільшило міжнародні продажі з $268 млн у 1985 році до $433 млн у 1988 році. Тоді ж Hasbro придбали частину лінійки дитячих меблів Coleco Industries за $21 млн, включаючи два щойно закритих заводи. У липні 1989 року корпорація придбала збанкрутілу Coleco за $85 млн. Пізніше того ж року помер Стівен Гассенфельд, на той момент продажі компанії перевищили $1,4 млрд.
Алан змінив Стівена на посаді голови та генерального директора. У 1991 році Hasbro придбали Tonka Corp. за $486 млн разом з її підрозділами — виробником Монополії Parker Brothers і Kenner Products. Пізніше Milton Bradley і Parker Brothers об'єднали в один структурний підрозділ, а корпорація стала працювати над міжнародним розширенням, відкривши нові підрозділи в Греції, Угорщині та Мексиці. У 1992 році Hasbro придбали Nomura Toys Ltd. в Японії та більшість акцій Palmyra, що були одним з найбільших дистриб'юторів іграшок у Південно-Східній Азії. Це збільшило частку міжнародних продажів з 22% у 1985 році до 45% ($1,28 млрд) у 1995 році.
У США зростання Hasbro з 1980 року було пов'язане з придбанням та використанням нових активів. Розробка нових продуктів не була настільки успішною, за винятком лінійок продукції, пов'язаних з фільмами та телевізійними шоу, такими як Парк Юрського періоду та Барні. Таким чином, на початку 1990-х років продажі в США залишалися незмінними, поступово знижуючись з 1993 по 1995 рік. Щоб покращити внутрішні показники у 1994 році, Hasbro об'єднали вже існуючі підрозділи Hasbro Toy, Playskool, Playskool Baby, Kenner та Kid Dimension у єдиний Hasbro Toy Group. Тим часом, Mattel придбали компанію Fisher-Price, повернувши собі провідну позицію в іграшковій індустрії.
Hasbro Interactive було засновано в 1995 році, і того ж року компанія випустила гру Монополія на комп'ютерних дисках. Того ж року Mattel запропонували злиття, але у 1996 році рада директорів Hasbro відхилила цю пропозицію через проблеми з антимонопольним законодавством та розслідування з боку Міністерства юстиції щодо ексклюзивних політик між виробниками іграшок та роздрібними продавцями іграшок, зокрема Toys "R" Us.
У 1998 році Hasbro придбали Avalon Hill за $6 млн та Galoob за $220 млн. Того ж року Milton Bradley об'єдналися з Parker Brothers, утворивши Hasbro Games. У 1999 році Hasbro викупили права на виробництво іграшок по франшизі Покемон за $325 млн. Того ж року компанія викупила ігрового видавця Wizards of the Coast за $325 млн, котрий і на 2024 рік є дочірньою компанією Hasbro, а Avalon Hill стали її підрозділом. У 2001 році збитковий підрозділ Hasbro Interactive було продано французькому розробнику відеоігор Infogrames за $100 млн. У 2003 році Hasbro увійшли на ринок конструкторів зі своєю лінійкою Built to Rule, яка виявилася занадто складною для своєї цільової вікової групи, тому була закрита у 2005 році.

#### 2008—2018
У січні 2008 року Hasbro придбали виробника настільних ігор Cranium, Inc. за $77,5 млн. Того ж року Hasbro та Universal Pictures підписали угоду щодо створення чотирьох фільмів на основі ІВ Hasbro. У травні Бенета Шнейра найняли для керівництва Hasbro Films, тоді як корпорація зайнялася поверненням прав на серіали по своїй ІВ від Sunbow Productions.
У рік свого призначення на посаду генерального директора Hasbro, Браян Ґолднер був названий Генеральним директором Року за версією фінансового веб-сайта MarketWatch. Ґолднер став першою особою поза сім'єю Гассенфельд, що зайняла цю посаду.
У 2009 році бренди Milton Bradley та Parker Bros. були виведені з експлуатації після одинадцяти та восьми років під управлінням Hasbro відповідно. Того ж року була створена Hasbro Studios для виробництва та дистрибуції телевізійних програм. 11 грудня 2012 року Hasbro передали всі розважальні підрозділи до Hasbro Studios, включно з їхньою групою фільмування у Лос-Анджелесі, а також Cake Mix Studio, виробника реклам і короткометражного контенту. Hasbro спільно з Discovery працювали над створенням сімейної мережі кабельного телебачення The Hub, яка була запущена 10 жовтня 2010 року. Цей проєкт виявився несподівано успішним, відродивши франшизу My Little Pony, новий серіал My Little Pony: Дружба — це диво став програмою мережі з найвищим рейтингом і завоював значну кількість прихильників серед підлітків і дорослих. 13 жовтня 2014 року Hub Network перейменували на Discovery Family.
У 2012 році Hasbro отримали податковий кредит у розмірі $1,6 млн від штату Род-Айленд із обіцянкою створити 245 нових робочих місць у штаті. Натомість керівництво звільнило понад 125 працівників, що продовжилося у 2013 році з подальшими звільненнями північноамериканських працівників компанії. Тим часом генеральний директор Браян Ґолднер підписав новий п'ятирічний контракт і станом на 2012 фінансовий рік, заробив у компанії $9,684,285. 9 липня 2013 року Backflip Studios продала 70% своїх акцій компанії Hasbro за $112 млн готівкою. У 2013 році Hasbro подовжили контракт на виробництво іграшок по франшизам Marvel Comics і Зоряні війни принаймні до 2020 року.
З огляду на закінчення ліцензії Mattel на франшизу Діснеївські принцеси наприкінці 2015 року, Disney звернулися до Hasbro, врахувавши їхню співпрацю над Зоряними війнами — в результаті Hasbro отримали ліцензію на Спадкоємці, а з січня 2016 року — на Діснеївських принцес. 13 липня 2016 року Hasbro придбали дублінську компанію Boulder Media Limited. Hasbro оголосили про запуск власного конвенту названого HasCon, що охоплюватиме «все, що стосується Hasbro», перший захід якого відбувся у Конвенційному центрі Род-Айленду у вересні 2017 року.
В листопаді 2017 року видання The Wall Street Journal повідомило, що Hasbro зробили пропозицію про поглинання компанії Mattel, Inc. На той час статки Mattel становили $5 млрд, тоді як статки Hasbro близько $11 млрд. 15 листопада 2017 року агентство Reuters повідомило, що Mattel відхилили пропозицію. 27 лютого 2018 року видання Variety повідомило в докладній статті, що Hasbro були близькими до придбання Lionsgate, але угода зірвалася.

#### 2019—теперішній час
16 лютого 2018 року Saban Brands надали Hasbro ліцензійні права на глобальний випуск іграшок по франшизі Могутні рейнджери із можливістю майбутнього придбання франшизи. 1 травня 2018 року Hasbro погодилися на придбання не тільки Могутніх рейнджерів, а і інших розважальних активів Saban на суму $522 млн готівкою та акціями. Угода, до якої увійшла ІВ по франшизам My Pet Monster, Popples, Julius Jr., Treehouse Detectives та іншими, набрала чинності у другому кварталі того ж року. У жовтні 2018 року компанія також оголосила про плани скоротити кількість робочих місць своїх співробітників по всьому світу на 10%.
24 жовтня 2019 року Hasbro оголосили про закриття Backflip Studios, в той же час їхня дочірня компанія Wizards of the Coast придбала Tuque Games. У грудні 2019 року Hasbro викупили розважальну компанію Entertainment One приблизно за $4 млрд.
30 вересня 2020 року Renegade Game Studios оголосили про придбання ліцензії на створення настільних ігор для кількох брендів Hasbro, деякі з яких будуть використовувати 5-те видання системи d20, що належить дочірній компанії Hasbro Wizards of the Coast.
У лютому 2021 року Hasbro оголосили про реорганізацію компанії на три підрозділи: «Споживчі товари», «Розваги» та «Wizards і цифрові товари». За повідомленням видання The Wall Street Journal, чистий дохід Hasbro знизився на 8% від минулорічного, частково через закриття роздрібної торгівлі під час епідемії Covid-19. В той час як їх дочірня компанія Wizards of the Coast заявила про дохід на 24% більший за минулорічний, завдяки рекордним продажам продукції по франшизам Dungeons & Dragons і Magic: The Gathering. Ґік-журнал ICv2 повідомив, що «сегмент WotC і цифрових ігор перевищує оперативний прибуток всього сегменту споживчих товарів Hasbro на понад $112 млн [...], а компанія WotC сама по собі є більш прибутковою, ніж весь сегмент споживчих товарів Hasbro [...]. На перший погляд Hasbro виглядає як іграшкова компанія, але з цими цифрами вона виявляється компанією ґіківських ігор з іграшковими та розважальними підрозділами».
У квітні 2021 року Hasbro продали музичний підрозділ eOne компанії Blackstone за $385 млн, тим самим відчужуючи частину діяльності Entertainment One.
Генеральний директор Hasbro Браян Ґолднер помер 12 жовтня 2021 року після багаторічної боротьби з раком. Після смерті Ґолднера тимчасове управління перейняв Річард Стоддарт, після чого у січні 2022 року новим генеральним директором було призначено Кріса Кокса, котрий до цього був президентом і головним операційним директором Wizards of the Coast.
У червні 2022 року компанія виграла судовий позов проти інвестора Alta Fox Capital Management LLC. Гедж-фонд, який володіє 2,5% акцій Hasbro, намагався відокремити Wizards of the Coast в окрему публічну компанію. У листопаді 2022 року Hasbro оголосили про початок продажу кіно- і телевізійного підрозділів Entertainment One, залишивши собі тільки їхню дитячу гілку, зокрема франшизу Свинка Пеппа. У серпні 2023 року стало відомо, що саме Lionsgate придбає Entertainment One за $500 млн, а угода буде закрита 27 грудня 2023 року.
12 грудня 2023 року TechCrunch повідомили, що в документації, поданій Hasbro до Комісії з цінних паперів та бірж (SEC), міститься інформація про звільнення 1 100 співробітників (20% від персоналу по всіх підрозділах). Генеральний директор Hasbro, Кріс Кокс, заявив, що це скорочення є частиною ширшої стратегії економії коштів, спрямованої на заощадження від $350 до 400 млн до 2025 року для подальшого зосередження на високоприбуткових сферах діяльності, таких як ліцензована продукція, зокрема підрозділу Wizards of the Coast. Hasbro також оголосили про підписання угоди з McFarlane Toys для нової лінійки іграшок.
13 лютого 2024 року, після завершення продажу активів Entertainment One, Hasbro повідомили про збитки в розмірі $1 млрд за четвертий квартал 2023 року та $1,49 млрд за весь рік,  внаслідок чого весь загальний чистий прибуток з 2019 по 2023 роки впав до нуля. Зараз компанія планує скоротити свої витрати на $750 млн до кінця 2024 року.
18 липня 2024 року Hasbro оголосили про призначення двох нових керівних посад: колишньої головної операційної директорки Bungie, Голлі Барбакові, на посаду директорки з персоналу і бувшого старшого віце-президента і генерального менеджера франшизи Warcraft, Джона Гайта, на посаду президента Wizards of the Coast і цифрові товари.

## Структурні підрозділи

### Споживчі товари
- Funskool[en] (40%)
- Hasbro Gaming
  - Avalon Hill[en][71]
- HasLab (ліквідована у 2012, наново відкрита у 2018 році)[72]
- Playskool[en]
- Tonka[en]

### Розважальні товари
- Hasbro Entertainment[en]
  - Astley Baker Davies[en] (70%)
  - Left Foot Blue
  - Cake Mix Studios
  - Discovery Family[en] (40%)
  - SCG Characters LLC

### Wizards і цифрові товари
- Wizards of the Coast
  - Archetype Entertainment[73]
  - Atomic Arcade[74]
  - D&D Beyond[en][75]
  - Invoke Studios[en][76]
  - Mirrorstone Books[77]

## Продукція компанії
Hasbro належать кілька брендів іграшок та ігор для різних демографічних груп. Деякі з їхніх найвідоміших лінійок іграшок (як минулих, так і сучасних) включають:
- Action Man[en]
- Battle Beasts[en]
- Бейблейд
- B-Daman[en]
- Cabbage Patch Kids[en] (1989—1994)
- Easy-Bake Oven[en]
- Flubber[en] (відкликано)[16]
- Fortnite (2019—досі)[78]
- Furby[en] (2005—досі)
- FurReal Friends[en]
- G.I. Joe[en]

- Мисливці на привидів (2020—досі)
- GoBots[en]
- Hamtaro[en]
- Hanazuki[en]
- Inhumanoids[en]
- Javelin Darts[en] (відкликано)[17]
- Джем[en]
- Парк Юрського періоду (1993—досі)
- Kre-O[en]
- Lincoln Logs
- Lite-Brite[en]
- Littlest Pet Shop[en]
- M.A.S.K.[en]
- Легенди Marvel
- Максі[en]
- Micronauts[en]
- MoonDreamers[en]
- Містер Картопля
- My Little Pony
- My Pet Monster[en]
- Nerf
- Overwatch (2019—2020)[79]
- Play-Doh[en]
- Покемон (1998—2005)
- Pound Puppies[en]
- Могутні рейнджери (спільно з Toei 1993—досі)
- Rom the Space Knight[en]
- Вулиця Сезам (2010—2022)
- Спірограф
- Зоряний шлях (2013—2014)
- Зоряні війни
- Stretch Armstrong[en]
- Talk 'n Play[en]
- Tinkertoy[en]
- Трансформери (спільно з Tomy[en])
- Тролі
- Visionaries[en]
- WWF Реслінг (лінійка фігурок 1990—1994)
- Yo-kai Watch[en]
- Zoids[en]

Hasbro є найбільшим виробником настільних ігор у світі завдяки брендам як своїх теперішніх, так і вже закритих підрозділів Parker Brothers, Waddingtons, Milton Bradley, Wizards of the Coast і Avalon Hill. В результаті у них є добре відомі ігри, найпопулярніші з яких:
- Axis & Allies[en]
- Морський бій
- Buckaroo![en]
- Candy Land[en]
- Cranium[en]
- Cluedo
- Дипломатія
- Duel Masters[en]
- Dungeons & Dragons
- The Game of Life[en]
- The Grape Escape[en]
- Guess Who?[en]
- Hungry Hungry Hippos[en]
- Magic: The Gathering
- Монополія
- Mouse Trap[en]
- Operation[en]
- Віджа
- Pictionary[en] (1994—2001, продано Mattel)
- Ризик
- Скрабл (США/Канада, усі міжнародні права належать Mattel)
- Trivial Pursuit[en]
- Trouble[en]

У 1995 році Hasbro ненадовго увійшли у відеоігрову індустрію, відкривши Hasbro Interactive — студію розробника і видавця, проте в 2001 році продали її тепер вже ліквідованій компанії Infogrames. Зараз Hasbro випускає відеоігри на основі своїх брендів через сторонніх розробників та стратегії платних ліцензій на них, зокрема з великими американськими компаніями, такими як Activision, Electronic Arts та THQ. В 2010-х роках після зростання популярності мобільних платформ, а також через спад випуску відеоігор на основі ліцензованої ІВ, кілька брендів Hasbro були ліцензовані мобільними розробниками ігор, такими як Gameloft, які випускали свої ігри під маркою Hasbro Gaming.
25 лютого 2005 року Hasbro анонсували музичну зубну щітку. Tooth Tunes, випущена на початку 2007 року, передає музику від щелепи до внутрішнього вуха, коли щетина торкається зубів.
У листопаді 2023 року Hasbro підписали ліцензійну угоду з Ageless Innovation для розробки іграшок та ігор для людей старше 65 років, зокрема Скрабл і Trivial Pursuit. Нові версії включатимуть шрифти більшого розміру та ігрові фігурки, а також контент, який буде актуальним для різних поколінь.
У січні 2024 року Hasbro запустили нову лінійку фігурок по франшизі Зоряних Війн на честь 25-ї річниці Прихованої загрози.